# Орловський фронт
Орло́вський фронт — оперативно-стратегічне об'єднання радянських військ, що перебувало у складі діючої армії в період з 27 до 28 березня 1943 року за часів Другої світової війни. Участі в бойових діях не брав.

## Історія
Орловський фронт створений 27 березня 1943 року на підставі директиви Ставки ВГК від 24 березня 1943 року шляхом перейменування Курського фронту. До складу фронту увійшли 3-тя, 61-ша загальновійськові армії, 15-та повітряна армія.
28 березня 1943 року на підставі директиви Ставки ВГК від 28 березня 1943 року перейменований на Брянський фронт.

## Командувачі
- генерал-полковник М. А. Рейтер (27 — 28 березня 1943)

## Військові формування у складі фронту

### На час формування фронту
- Армії:
  - 3-тя армія
  - 61-ша армія
  - 15-та повітряна армія